# Му ката
Му ката чи му крата (тай. หมูกระทะ) — комбінація супу з м'ясним барбекю.  
Походить від поєднання корейського барбекю та китайського горшка хого. Назва складається з двох слів «свиня» і «пательня». Під пательнею йдеться про металеву конструкцію спеціальної форми з отворами в центрі, яку можна встановити на горщок чи відро з вугіллям, що палає. Навколо центральної частини пательні кипить бульйон з овочами тоді як в центрі смажиться м'ясо. В Таїланді є спеціалізовані кафе му ката, які можна відрізнити по отворах в столах, куди встановлюється горщок з вугіллям.  
Споживається му ката під час готування. Спосіб приготування схожий на інший тайський суп чім чум, проте замість того, щоб варити м'ясо, у му каті його смажать на грилі.